# Elizabeth Ironside
Pour les articles homonymes, voir Ironside.
Elizabeth Ironside, nom de plume de Catherine Manning, est une femme de lettres britannique, auteure de roman policier.

## Biographie
Elle détient un doctorat de l'université d'Oxford.
Elle est la femme du diplomate britannique David Manning.
En 1984, elle publie son premier roman, A Very Private Enterprise, pour lequel elle est lauréate du New Blood Dagger Award 1984.
Avec Death in the Garden paru en 1995, elle est finaliste du Gold Dagger Award 1995.

## Œuvre

### Romans
- A Very Private Enterprise (1984)
- Death in the Garden (1995)
- The Accomplice (1995)
- The Art of Deception (1998)
- A Good Death (2000)

## Prix et distinctions

### Prix
- New Blood Dagger Award 1984 pour A Very Private Enterprise[1]

### Nominations
- Betty Trask Award (en) 1985 pour A Very Private Enterprise[2]
- Gold Dagger Award 1995 pour Death in the Garden[1]